# Cyklistika na Letních olympijských hrách 1936
Cyklistické soutěže na Letních olympijských hrách v  Berlíně. 

## Silniční cyklistika

### Muži
| Kategorie                      | Zlato                                                               | Stříbro                                                          | Bronz                                                                    |
| ------------------------------ | ------------------------------------------------------------------- | ---------------------------------------------------------------- | ------------------------------------------------------------------------ |
| Muži závod s hromadným startem | Robert Charpentier · Francie (FRA)                                  | Guy Lapébie · Francie (FRA)                                      | Ernst Nievergelt · Švýcarsko (SUI)                                       |
| Muži družstvo - hromadný start | Francie (FRA) · Robert Charpentier · Robert Dorgebray · Guy Lapébie | Švýcarsko (SUI) · Edgar Buchwalder · Ernst Nievergelt · Kurt Ott | Belgie (BEL) · Auguste Garrebeek · Armand Putzeys · François Vandermotte |

## Dráhová cyklistika

### Muži
| Kategorie                | Zlato                                                                                  | Stříbro                                                                          | Bronz                                                                            |
| ------------------------ | -------------------------------------------------------------------------------------- | -------------------------------------------------------------------------------- | -------------------------------------------------------------------------------- |
| 1000 m s pevným startem  | Arie van Vliet · Nizozemsko (NED)                                                      | Pierre Georget · Francie (FRA)                                                   | Rudolf Karsch · Německo (GER)                                                    |
| sprint (jednotlivci)     | Toni Merkens · Německo (GER)                                                           | Arie van Vliet · Nizozemsko (NED)                                                | Louis Chaillot · Francie (FRA)                                                   |
| stíhací závod (družstva) | Francie (FRA) · Roger-Jean Le Nizerhy · Robert Charpentier · Jean Goujon · Guy Lapébie | Itálie (ITA) · Severino Rigoni · Bianco Bianchi · Mario Gentili · Armando Latini | Velká Británie (GBR) · Ernest Mills · Harry Hill · Ernest Johnson · Charles King |
| tandem                   | Německo (GER) · Ernst Ihbe · Carl Lorenz                                               | Nizozemsko (NED) · Bernhard Leene · Hendrik Ooms                                 | Francie (FRA) · Pierre Georget · Georges Maton                                   |

## Přehled medailí
| Pořadí | Země                 | Zlato | Stříbro | Bronz | Celkově |
| ------ | -------------------- | ----- | ------- | ----- | ------- |
| 1.     | Francie (FRA)        | 3     | 2       | 2     | 7       |
| 2.     | Německo (GER)        | 2     | 0       | 1     | 3       |
| 3.     | Nizozemsko (NED)     | 1     | 2       | 0     | 3       |
| 4.     | Švýcarsko (SUI)      | 0     | 1       | 1     | 2       |
| 5.     | Itálie (ITA)         | 0     | 1       | 0     | 1       |
| 6.     | Belgie (BEL)         | 0     | 0       | 1     | 1       |
| 6.     | Velká Británie (GBR) | 0     | 0       | 1     | 1       |